# Thunder Road (chanson)
Pour les articles homonymes, voir Thunder Road.
Clip vidéo
[vidéo] « Thunder Road », sur YouTube
Thunder Road est une chanson de l'auteur-compositeur-interprète américain Bruce Springsteen. Il s'agit de la première piste de son album de 1975 Born to Run.
Bien que Bruce Springteen ne l'a pas publiée en single, c'est l'une de ses chansons favorites en concert.
Thunder Road est classée à la 86e place sur la liste des « 500 plus grandes chansons de tous les temps » selon le magazine musical Rolling Stone.

## Influence et postérité
Le titre du film Thunder Road (2018), réalisé par Jim Cummings, fait référence à cette chanson, qu'évoque le personnage principal lors des funérailles de sa mère dans la première scène du film.
Une version live de la chanson est présente dans le film britannique Music of My Life (2019) de Gurinder Chadha.